# Krueng Mak
Krueng Mak is een bestuurslaag in het regentschap Aceh Besar van de provincie Atjeh, Indonesië. Krueng Mak telt 180 inwoners (volkstelling 2010).